# توقيت تركمانستان
يحدد التوقيت في تركمانستان حسب توقيت تركمانستان (TMT) (UTC+05:00). لا تلتزم تركمانستان حالياً بالتوقيت الصيفي.